# Луций Абурний Торкват
Луций Абурний Торкват (лат. Lucius Aburnius Torquatus) — римский военачальник II века.
Выходец из всаднического сословия, Север происходил из города Гераклея-на-Сальбаке в провинции Азия. Военная карьера Торквата (tres militiae) известна из надписи на греческом языке, найденной в его родном городе. Он последовательно занимал должности префекта II Испанской конной когорты римских граждан, трибуна III Ульпиевой когорты петрейцев и префекта I алы римских граждан.
Маргарет М. Роксан полагает, что II Испанской когортой, которой руководил Торкват, была та II Испанская когорта, которая дислоцировалась в провинции Мавретания Тингитанская. Впрочем, она также считает возможным, что он мог быть командиром II Испанской когорты, которая дислоцировалась в провинции Каппадокия. Джон Спаул выдвинул версию, что Торкват руководил II Испанской когортой васконов, которая также дислоцировалась в провинции Мавретания Тингитанская. Майкл Александр Шпейдель считает вероятным, что он был командиром II Испанской когорты, находившейся в Каппадокии.